# The Look of Love (chanson de Madonna)
Pour les articles homonymes, voir The Look of Love.
Singles de Madonna
Causing a Commotion
(1987) Spotlight
(1988)
Pistes de Who's That Girl
Causing a Commotion
(2) 24 Hours
(4)
The Look of Love est une chanson de l'artiste et actrice américaine Madonna ; composée pour le film Who's That Girl, dans lequel elle tient le rôle principal, elle fait partie de la bande originale. C'est le troisième et dernier single de l'album commercialisé le 25 novembre 1987 sous le label Sire Records. En plein tournage du film, qui s'appelait alors Slammer, Madonna demanda au producteur Patrick Leonard de composer une chanson reflétant le caractère de son personnage. La chanson a pour nom : The Look of Love, référence explicite au rôle de l'acteur James Stewart dans le film Fenêtre sur cour.
Les percussions constituent l'instrumentation principale de The Look of Love. Appréciée des critiques qui la considèrent d'une vérité poignante et comme le « joyau » de l'album, The Look of Love atteint le top 10 en Belgique, Irlande, Pays-Bas et Royaume-Uni. Le titre est également classé dans les hits-parades français, allemand et suisse, tout en étant dans le top 20 du Billboard Eurochart Hot 100 Singles. Madonna l'interprète seulement pour le Who's That Girl Tour en 1987. Durant sa prestation, Madonna semble perdue sur scène, comme son personnage dans le film.

## Genèse et développement
En 1986, Madonna joue dans son troisième film : Who's That Girl, connu à l'époque sous le nom de Slammer. Ayant besoin de chansons pour la bande originale du film, elle contacte Patrick Leonard et Stephen Bray, qui ont écrit et produit son troisième album studio, True Blue en 1986. Elle leur demande une chanson entraînante et une autre plus sérieuse. Elle se rend au studio et développe le refrain avec Patrick Leonard. Celui-ci lui remet l'enregistrement car il travaille sur d'autres parties ; à elle de terminer la mélodie et les paroles de la chanson. Cela donne un morceau entraînant Who's That Girl, le premier single de la bande originale. Quant à la chanson sérieuse réclamée par la star, elle est écrite et produite une journée après et devient : The Look of Love. Après avoir terminé les paroles, Madonna demande que la chanson s'appelle Who's That Girl et exige le changement de titre du film ; considérant Who's That Girl comme un meilleur titre que Slammer. Analysant le rôle de la musique dans le film, elle explique :

« J'ai eu quelques idées très précises à l'esprit, une musique qui tiendrait d'elle-même tout en soutenant et renforçant l'action à l'écran et la seule façon d'en faire une réalité est d'avoir le champ libre pour écrire la mélodie moi-même. [...] La chanson n'est pas nécessairement sur Nikki [son personnage dans le film] ou écrite pour être chantée par quelqu'un comme elle, mais je pense qu'il y a un esprit dans cette musique, qui capture à la fois ce que le film et les personnages sont. »

La star s'inspire du regard que l'acteur James Stewart lance à Grace Kelly dans le film Fenêtre sur cour. À ce sujet elle déclare : « Je ne peux pas la décrire, mais c'est la façon dont je veux que quelqu'un me regarde quand il m'aime. C'est le regard le plus pur de l'amour et de l'adoration. Comme le désespoir. C'est dévastateur ». The Look of Love sort comme troisième single de la bande originale au Royaume-Uni, dans plusieurs pays européens et au Japon. I Know It, une piste de l'album Madonna, apparaît en face B. En 1989, la chanson est utilisée comme face B du single Express Yourself.

## Composition
The Look of Love démarre par des synthétiseurs et un playback, suivis par des sons de percussions et d'une note dans un registre aigu, contrastant avec celui des synthétiseurs. La chanson continue de cette façon jusqu'au dernier couplet, où une guitare acoustique vient soutenir la chanteuse. Deux voix sont audibles dans les paroles « No where to run, no place to hide ». Selon l'auteur Rikky Rooksby, dans The Complete Guide to the Music of Madonna, la chanteuse modifie sa voix pour faire passer davantage de sentiments dans « From the look of love ». Elle prononce le mot « look » en dessous de la tonalité de Ré mineur. Le mot est alors chanté dans un registre aigu de l'échelle musicale et donne ainsi une impression de suspension comme le timbre de l'accord en neuvième mineur qui dissocie l'harmonie entre les autres notes. La chanson se situe dans une signature rythmique commune 4/4 avec un tempo modéré de 80 pulsations par minute. Elle est composée dans une tonalité de Ré mineur, la gamme vocale de Madonna enjambant les notes Sol5 et Si3. The Look of Love a une séquence basique de Sol, Rém, Fam et Si comme progression d'accords.

## Accueil

### Critiques de la presse
Rikky Rooksby considère la chanson comme l'« autre joyau » de la bande originale, avec Causing a Commotion, et la qualifie de « piste sentimentale, discrète ». J. Randy Taraborrelli, auteur de Madonna: An Intimate Biography, déclare que « The Look of Love est une ballade aux musiques exotiques ». Pour Vince Aletti de Rolling Stone, The Look of Love est la « chanson des regrets de Pat Leonard qui reprend manifestement mais assurément Live to Tell. Le caractère hypnotique de la chanson et la douceur de Madonna font l'un des moments les plus poignants de la bande originale ». John Evan Seery, auteur de Political theory for mortals: shades of justice, images of death, pense lui qu'elle figure le « thème du regard » de Madonna. David Denby du magazine New York fait remarquer que The Look of Love est le joyau de l'album. Jay Boyar d'Orlando Sentinel loue la chanson et dit : « Madonna apporte un chagrin chaleureux dans The Look of Love ». Stephen Holden de The New York Times pense que « The Look of Love est une ballade qui rappelle Live to Tell ».

### Succès dans les hits-parades
Au Royaume-Uni, The Look of Love sort le 12 décembre 1987 et entre dans le UK Singles Chart à la quinzième position. La semaine suivante, elle atteint la neuvième place du classement, et devient son premier single à ne pas entrer dans le top 5 depuis Lucky Star. La chanson reste présente dans le hit-parade pendant sept semaines. Selon l'Official Charts Company, la chanson se serait vendue à 121 439 exemplaires au Royaume-Uni en août 2008. En Allemagne, elle démarre à la 38e position du classement Media Control Charts le 24 janvier 1988 et monte à la 34e la semaine suivante. Elle reste sept semaines dans le classement. En Irlande, le single entre dans le top 10 et se loge au sixième rang. À travers le reste de l'Europe, il est neuvième en Belgique, 23e en France, huitième aux Pays-Bas et vingtième en Suisse,,,. Sur l'Eurochart Hot 100 Singles de Billboard, il arrive dix-septième.

## Interprétation scénique
Madonna interprète la chanson lors de son Who's That Girl Tour en 1987. C'est la septième chanson de la programmation. La star est habillée d'un pantalon lamé couleur or et d'un haut sans manches. Quand elle finit sa prestation de Causing a Commotion, les projecteurs se focalisent sur elle. L'introduction musicale de The Look of Love commence, et Madonna erre sur la scène, en faisant semblant d'être perdue. Elle représente son personnage de Nikki dans Who's That Girl lorsqu'elle erre ainsi. La chanson finie, Madonna fait semblant d'avancer en faisant des gestes tandis que le tapis roulant la pousse vers l'arrière et l'emmène en dehors de la scène.

## Versions
- Single vinyle 33 tours[17]

1. The Look of Love (Version album) – 4:01
2. I Know It (Version album) – 4:12

- Single vinyle 45 tours[18]

1. The Look of Love – 4:01
2. I Know It – 4:12
3. Love Don't Live Here Anymore – 5:09

- CD single (Ré-édition)[19]

1. The Look of Love – 4:01
2. Love Don't Live Here Anymore – 5:09
3. I Know It – 4:12

## Crédits
- Madonna - auteur, productrice, chant
- Patrick Leonard - auteur, producteur, mixage audio
- Shep Pettibone - mixage audio, producteur supplémentaire
- Junior Vasquez - ingénieur du mixage, éditage audio
- Steve Peck - ingénieur du mixage
- Donna DeLory - chœurs
- Niki Haris - chœurs

Source

## Classements par pays
| Pays        | Meilleure position |
| ----------- | ------------------ |
| Allemagne   | 34                 |
| Belgique    | 9                  |
| Europe      | 17                 |
| France      | 23                 |
| Irlande     | 6                  |
| Pays-Bas    | 8                  |
| Royaume-Uni | 9                  |
| Suisse      | 20                 |

## Compléments